# Cándido Moneo Sanz

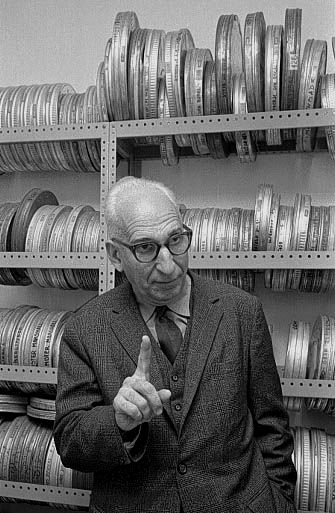

Cándido Moneo Sanz  fue un titiritero, director de teatro y difusor de su arte, que nació en Argentina en 1911 y falleció en 1973.En algunas fuentes se lo llama Carlos Moneo Sanz, pero su nombre verdadero es Cándido.

## Actividad profesional
Moneo Sanz dirigió en 1942 la película Puertos de ensueño  cuyos intérpretes eran Gregorio Verdi y José J. Vaccaro. Con ellos creó en abril de 1943 Los títeres del Triángulo, con el cual trabajaron tanto en Buenos Aires como en el interior del país, y dos años después fundaron el primer teatro de títeres de Argentina que funcionaba en Buenos Aires en propia sede. Además de una sala con 120 butacas, tenía un museo permanente de muñecos, una librería especializada en literatura infantil y una juguetería que no ofrecía juguetes bélicos. Representaban obras para adultos por la noche y para niños por la tarde; su amplio repertorio de obras nacionales incluía, entre otras, leyendas guaraníes, piezas de Javier Villafañe como La guardia del General y Fausto, Motivos folklóricos con letra del poeta José Ramón Luna, y el ballet titulado Farsa, sobre una idea de Moneo Sanz. 
Verdi y Vaccaro se encargaban del modelado de cabezas, diseño y realización de trajes y decorados y Moneo Sanz tenía a su cargo la parte literaria. 
Hay, además de la labor puramente artística, otros aspectos adicionales a destacar: la utilización el títere como elemento en la reeducación del niño inválido, los espectáculos puramente visuales destinados a niños sordomudos y la revista Titirlandia, única en su género. 
Hicieron una gira por la Patagonia en 1946 donde además de los espectáculos llevaron elementos para exposición, como un museo de títeres, fotografías y material didáctico.
Creó junto a José María Lunazzi el Festival de cine y teatro infantil de la ciudad de Necochea.
La pieza de autoría de Monneo Sanz, El mago y el payaso  fue estrenada en el teatro de títeres de Vam Sau. 
Fundó el estudio cinematográfico CADYA para la producción de películas documentales y educativas; fundó y dirigió el Grupo experimental de teatro en Buenos Aires ; creó el Teatro Universitario de La Plata, fue director de cinematografía de la Dirección de turismo de la Provincia de Buenos Aires, en la Universidad Nacional de la Plata creó el primer curso de cinematografía de la Escuela Superior de Bellas Artes así como la cinemateca y la biblioteca especializada, y fue su primer director y profesor, fundó el Museo de muñecos de La Plata, dirigió y organizó el primer Congreso Nacional de medios audiovisuales en 1958 y las Jornadas del Nuevo Mundo del niño organizadas por la Universidad de la Plata, en 1956 fue uno de los fundadores de la Asociación de titiriteros de la Argentina, en la que fue elegido presidente, creó el Museo internacional de muñecos, una de las más importantes colecciones del mundo, participó en 1970 del primer encuentro nacional de titiriteros y fue nombrado secretario zonal de UNIMA Argentina, organizó el tercer encuentro de titiriteros del país en Manuel B. Gonnet.
Moneo Sanz incursionó en dos campos muy poco explotados en su país: el uso del teatro de muñecos con fines terapéuticos y el ballet con títeres, propuestas que fueron retomadas por Mane Bernardo.
Falleció en 1973.

## Filmografía
Director
- Puertos de ensueño (1942)